# Л'Ока (Ређо Емилија)
Л'Ока је насеље у Италији у округу Ређо Емилија, региону Емилија-Ромања.
Према процени из 2011. у насељу је живело 63 становника. Насеље се налази на надморској висини од 480 м.